# 榛原町駅
榛原町駅（はいばらちょうえき）は、かつての静岡県榛原郡榛原町（現在の牧之原市）にあった、静岡鉄道駿遠線の駅である。当初は｢遠州川崎町｣という駅名であったが、1955年（昭和30年）に川崎町が合併に伴い、駅名を改称。

## 当時の様子
榛原町の中心にあり、相良駅に次いで乗降客が多かった。
静波海岸の最寄駅であり、夏場は海水浴客で多く賑わった。

## 現在の様子
現在、榛原町駅はしずてつジャストラインの榛原バスターミナル（旧榛原営業所）として使われている（現在のバス停名は「静波海岸入口」）。

## 隣の駅
静岡鉄道駿遠線
静波駅 - 榛原町駅 - 片浜駅